# Aeroportul Lethem
Aeroportul Lethem (IATA: LTM, ICAO: SYLT) este un aeroport din Upper Takutu-Upper Essequibo, Guyana ce deservește zona Lethem⁠(d). A fost numit după zona deservită.
Situat la o altitudine de 107 m, aeroportul dispune de o singură pistă.